# Gare de Ligny
Ne doit pas être confondu avec gare de Ligny-Sud.
La gare de Ligny est une gare ferroviaire belge située sur la ligne 140 d'Ottignies à Marcinelle, à Ligny, section de la commune de Sombreffe dans la province de Namur.
C'est une halte voyageurs de la Société nationale des chemins de fer belges (SNCB) desservie par des trains du réseau suburbain de Charleroi (ligne S61).

## Situation ferroviaire

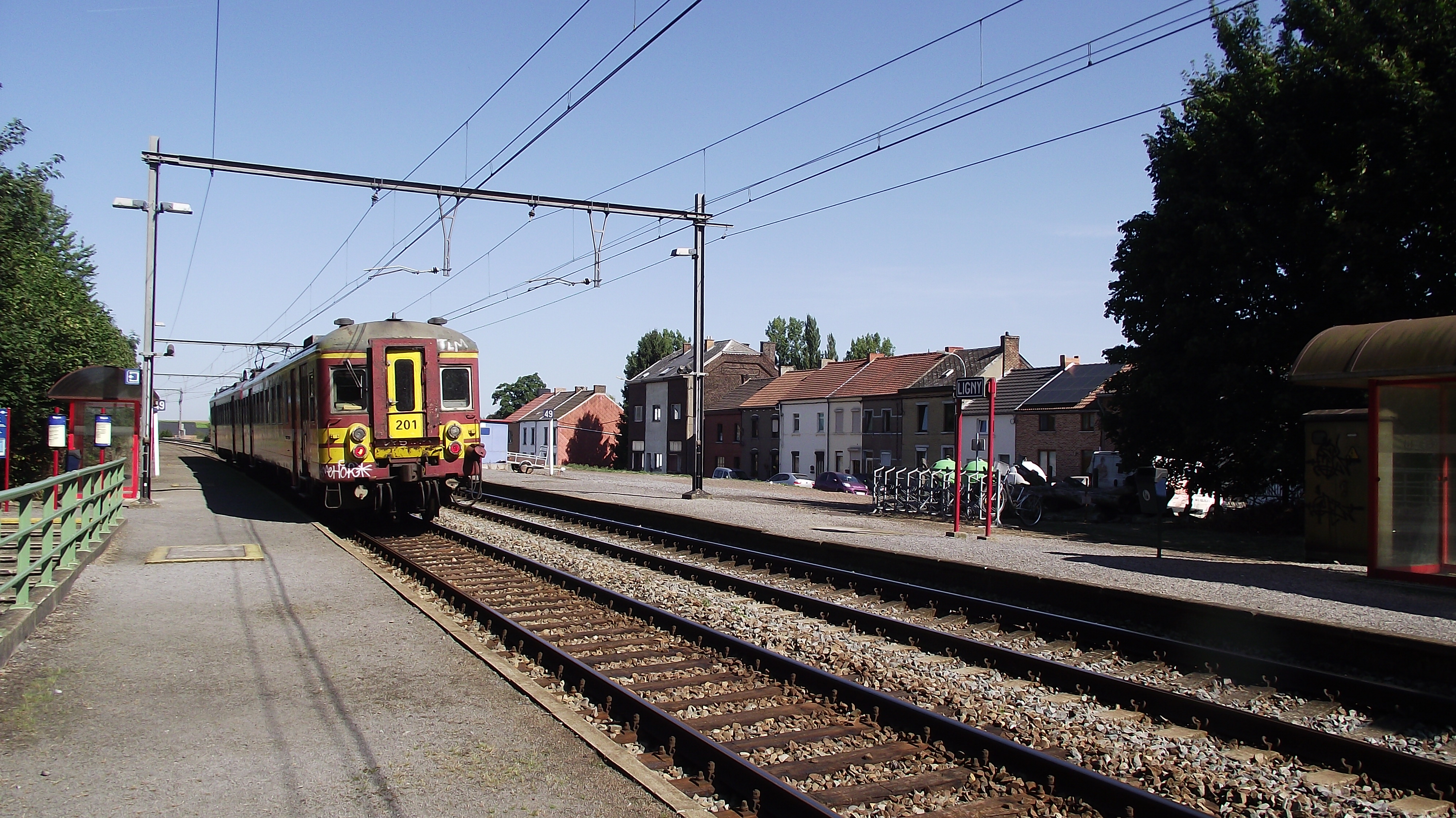
Arrivée d'un train (2012).

## Histoire
La gare de Ligny est mise en service le 14 août 1855, lors de l'ouverture de la ligne d'Ottignies à Charleroi-Ouest de la compagnie du Chemin de fer de Charleroi à Louvain.
Cette compagnie, devenue Chemin de fer de l'Est-Belge en 1859, devint par fusion la compagnie du Grand Central belge entre 1864 et 1871. La ligne fut nationalisée lorsque l'administration des chemins de fer de l'État belge reprit le contrôle du Grand Central belge entre 1897 et 1898.
Elle s'appelait autrefois Ligny-Carrières pour la distinguer de l'autre gare de Ligny, la Gare de Ligny-Sud qui se trouvait sur la ligne 147.

### Le bâtiment de la gare
La compagnie Charleroi-Louvain construit des bâtiments identiques à Ligny, Lodelinsart ainsi qu'une gare plus grande du même style à Fleurus. Ces bâtiments symétriques étaient constitués d'une seule partie sous bâtière à faible pente comptant sept travées et une corniche en mitre au dessus de la travée centrale.
Construites en briques, elles avaient une frise décorée de bandes lombardes ainsi que des larmiers au dessus des arcs bombés des percements, prolongés par un bandeau étroit sur toute la façade. Les pignons percés d'un oculus étaient munis d'un rampant en pierre interrompu au centre par un redent décoratif.
La gare de Ligny reçut après la nationalisation un logement de fonction qui est la seule partie restante du bâtiment à l'heure actuelle et a été reconverti en habitation privée.

## Service des voyageurs

### Accueil
Halte SNCB, c'est un point d'arrêt non géré (PANG) à entrée libre doté d'un automate pour la vente de titres de transports et d'un tunnel piétons pour la traversée des voies et l'accès aux quais.

### Desserte
Ligny est desservie par des trains Suburbains (S61) et Touristiques (ICT) de la SNCB qui effectuent des missions sur la ligne 140 (Charleroi-Central - Ottignies).
La desserte est constituée de trains S61 reliant toutes les heures Jambes à Wavre via Namur, Charleroi-Central et Ottignies, renforcés en semaine par trois trains S61 supplémentaires de Charleroi-Central à Ottignies, le matin, qui effectuent le trajet inverse en fin d’après-midi.

## Comptage voyageurs
Le graphique et le tableau montrent le nombre de passagers qui en moyenne embarquent durant la semaine, le samedi et le dimanche.
| Nombre de voyageurs qui embarquent à la gare de Ligny | Nombre de voyageurs qui embarquent à la gare de Ligny | Nombre de voyageurs qui embarquent à la gare de Ligny | Nombre de voyageurs qui embarquent à la gare de Ligny |
|                                                       | Semaine                                               | Samedi                                                | Dimanche                                              |
| ----------------------------------------------------- | ----------------------------------------------------- | ----------------------------------------------------- | ----------------------------------------------------- |
| 1977                                                  | 196                                                   | 56                                                    | 33                                                    |
| 1978                                                  | 146                                                   | 24                                                    | 15                                                    |
| 1979                                                  | 214                                                   | 69                                                    | 42                                                    |
| 1980                                                  | 239                                                   | 57                                                    | 43                                                    |
| 1981                                                  | 159                                                   | 42                                                    | 25                                                    |
| 1982                                                  | 163                                                   | 29                                                    | 22                                                    |
| 1983                                                  | 146                                                   | 29                                                    | 26                                                    |
| 1984                                                  | 142                                                   | 41                                                    | 86                                                    |
| 1985                                                  | 117                                                   | 53                                                    | 52                                                    |
| 1986                                                  | 139                                                   | 46                                                    | 25                                                    |
| 1987                                                  | 136                                                   | 39                                                    | 48                                                    |
| 1988                                                  | 151                                                   | 35                                                    | 36                                                    |
| 1989                                                  | 154                                                   | 21                                                    | 40                                                    |
| 1990                                                  | 123                                                   | 21                                                    | 26                                                    |
| 1991                                                  | 161                                                   | 43                                                    | 41                                                    |
| 1992                                                  | 168                                                   | 53                                                    | 37                                                    |
| 1993                                                  | 122                                                   | 31                                                    | 28                                                    |
| 1994                                                  | 152                                                   | 43                                                    | 51                                                    |
| 1995                                                  | 127                                                   | 30                                                    | 33                                                    |
| 1996                                                  | 154                                                   | 35                                                    | 29                                                    |
| 1997                                                  | 145                                                   | 46                                                    | 30                                                    |
| 1998                                                  | 144                                                   | 30                                                    | 29                                                    |
| 1999                                                  | 141                                                   | 32                                                    | 28                                                    |
| 2000                                                  | 174                                                   | 28                                                    | 28                                                    |
| 2001                                                  | 171                                                   | 28                                                    | 26                                                    |
| 2002                                                  | 145                                                   | 24                                                    | 34                                                    |
| 2003                                                  | 176                                                   | 28                                                    | 28                                                    |
| 2004                                                  | 175                                                   | 38                                                    | 30                                                    |
| 2005                                                  | 234                                                   | 28                                                    | 31                                                    |
| 2006                                                  | 185                                                   | 30                                                    | 27                                                    |
| 2007                                                  | 165                                                   | 34                                                    | 32                                                    |
| 2008                                                  | -                                                     | -                                                     | -                                                     |
| 2009                                                  | 153                                                   | 36                                                    | 31                                                    |
| 2010                                                  | -                                                     | -                                                     | -                                                     |
| 2011                                                  | -                                                     | -                                                     | -                                                     |
| 2012                                                  | 179                                                   | 32                                                    | 28                                                    |
| 2013                                                  | 176                                                   | 34                                                    | 60                                                    |
| 2014                                                  | 155                                                   | 26                                                    | 20                                                    |
| 2015                                                  | 173                                                   | 27                                                    | 33                                                    |
| 2016                                                  | 165                                                   | 20                                                    | 48                                                    |
| 2017                                                  | 196                                                   | 24                                                    | 40                                                    |
| 2018                                                  | 166                                                   | 33                                                    | 28                                                    |
| 2019                                                  | 159                                                   | 32                                                    | 24                                                    |
| 2020                                                  | 98                                                    | 27                                                    | 18                                                    |
| 2021                                                  | -                                                     | -                                                     | -                                                     |
| 2022                                                  | 130                                                   | 53                                                    | 41                                                    |
| 2023                                                  | 209                                                   | 76                                                    | 81                                                    |
| 2024                                                  | 194                                                   | 35                                                    | 71                                                    |